# Hepatite C na gravidez
Infecções pelo vírus da hepatite C (HCV) em crianças e mulheres grávidas são menos compreendidas do que em outros adultos. Mundialmente, a prevalência de infecção por HCV em mulheres grávidas e crianças foi estimada em 1-8% e 0,05-5% respectivamente. A taxa de transmissão vertical foi estimada em 3-5% e há uma alta taxa de eliminação espontânea (25-50%) nas crianças. Taxas mais elevadas foram relatadas tanto para transmissão vertical (18%, 6-36% e 41%). e prevalência em crianças (15%).
Em países desenvolvidos, a transmissão no período do nascimento é agora a principal causa de infecção por HCV. Na ausência do vírus no sangue da mãe, a transmissão parece ser rara. Fatores associados ao aumento da taxa de infecção incluem ruptura de membranas por mais de 6 horas antes do parto e procedimentos que expõem o recém-nascido ao sangue materno. Cesáreas não são recomendadas. O aleitamento materno é considerado seguro se os mamilos não estiverem lesionados. A infecção no momento do nascimento em uma criança não aumenta o risco em uma gestação subsequente. Todos os genótipos parecem ter o mesmo risco de transmissão.
A infecção pelo HCV é frequentemente encontrada em crianças que previamente eram presumidas como tendo hepatite não-A, não-B e doença hepática criptogênica. A apresentação na infância pode ser assintomática ou com elevação de testes de função hepática. Embora a infecção seja comumente assintomática, tanto a cirrose com insuficiência hepática quanto o carcinoma hepatocelular podem ocorrer na infância.

## Diagnóstico
Diretrizes para a investigação de bebês nascidos de mães positivas para hepatite C foram publicadas.
Em crianças nascidas de mães positivas para anticorpo do vírus da hepatite C, mas negativas para RNA do vírus da hepatite C, a alanina aminotransferase e os anticorpos contra o vírus da hepatite C devem ser investigados entre 18-24 meses de vida. Se tanto o valor da alanina aminotransferase for normal quanto o anticorpo contra o vírus da hepatite C não for encontrado, o acompanhamento deve ser interrompido.
Em crianças nascidas de mães positivas para RNA do vírus da hepatite C, a alanina aminotransferase e o RNA do vírus da hepatite C devem ser investigados aos 3 meses de idade. Desses
(1) crianças positivas para RNA do vírus da hepatite C devem ser consideradas infectadas se a viremia for confirmada por um segundo exame realizado até o 12º mês de vida
(2) crianças negativas para RNA do vírus da hepatite C com alanina aminotransferase anormal devem ser testadas novamente para viremia entre 6-12 meses e para anticorpos contra o vírus da hepatite C aos 18 meses
(3) crianças negativas para RNA do vírus da hepatite C com alanina aminotransferase normal devem ser testadas para anticorpos contra o vírus da hepatite C e ter a alanina aminotransferase reavaliada entre 18-24 meses. Elas devem ser consideradas não infectadas se tanto a alanina aminotransferase estiver normal quanto os níveis de anticorpos contra o vírus da hepatite C forem indetectáveis.
A presença de anticorpo anti-vírus da hepatite C além do 18º mês de vida em uma criança nunca virêmica com alanina aminotransferase normal é provavelmente consistente com infecção passada pelo vírus da hepatite C.

## Tratamento
O tratamento de crianças tem sido feito com interferon e ribavirina. A resposta ao tratamento é semelhante à dos adultos. Mostra também uma dependência semelhante em relação ao genótipo. A recorrência após transplante é universal e os desfechos após o transplante são geralmente ruins.
Em crianças, o tratamento deve ser iniciado dentro de 12 semanas após a detecção do RNA viral, se a eliminação viral não tiver ocorrido nesse período. Dadas as dificuldades no estabelecimento do diagnóstico de infecção por hepatite C na infância, essa recomendação não se aplica a lactentes.
Tanto o interferon peguilado quanto a ribavirina são inadequados para uso durante a gestação e na primeira infância: métodos mais recentes de tratamento são urgentemente necessários.